# Лижне двоборство на зимових Олімпійських іграх 2006
Змагання з лижного двоборства на зимових Олімпійських іграх 2006 проходили з 11 по 21 лютого в Праджелато. Розіграно 3 комплекти нагород.

## Чемпіони та призери

### Медальний підсумок
| Місце | Країна    | Золото | Срібло | Бронза | Загалом |
| ----- | --------- | ------ | ------ | ------ | ------- |
| 1     | Австрія   | 2      | 1      | 0      | 3       |
| 2     | Німеччина | 1      | 1      | 1      | 3       |
| 3     | Норвегія  | 0      | 1      | 1      | 2       |
| 4     | Фінляндія | 0      | 0      | 1      | 1       |

### Види програми
| Event                    | Золото                                                                     | Золото  | Срібло                                                                    | Срібло  | Бронза                                                                      | Бронза  |
| ------------------------ | -------------------------------------------------------------------------- | ------- | ------------------------------------------------------------------------- | ------- | --------------------------------------------------------------------------- | ------- |
| Спринт                   | Фелікс Ґоттвальд (AUT)                                                     | 18:29.0 | Магнус Моан (NOR)                                                         | 18:34.4 | Георг Геттіх (GER)                                                          | 18:38.6 |
| Індивідуальний Гундерсен | Георг Геттіх (GER)                                                         | 39:44.6 | Фелікс Ґоттвальд (AUT)                                                    | 39:54.4 | Магнус Моан (NOR)                                                           | 40:00.8 |
| Командні змагання        | Австрія · Міхаель Грубер · Крістоф Білер · Фелікс Ґоттвальд · Маріо Штехер | 49:52.6 | Німеччина · Б'єрн Кірхайзен · Георг Геттіх · Ронні Аккерманн · Єнс Гайзер | 50:07.9 | Фінляндія · Антті Куїсма · Анссі Койвуранта · Яакко Таллус · Ханну Маннінен | 50:19.4 |

## НОК, що взяли участь
| - Австрія - Канада - Чехія - Естонія на зимових Олімпійських іграх 2006 - Фінляндія - Франція - Німеччина - Італія | - Японія - Норвегія - Росія - Словенія на зимових Олімпійських іграх 2006 - Швейцарія - Україна - США |